# Skinny Puppy
Skinny Puppy war eine Post-Industrial-/Electronica-Band, die 1982 in Vancouver, Kanada gegründet wurde.

## Musikalische Einordnung
Inspiriert von Pionieren in der experimentellen Musik, wie Throbbing Gristle, Portion Control, Kraftwerk oder auch Cabaret Voltaire und Post-Punk-Bands wie Bauhaus und Killing Joke, experimentierten Skinny Puppy mit elektronischen Aufnahmeverfahren. Die ersten Titel auf dem 1984er Debüt Remission lassen sich grob dem Electro-Wave-Umfeld zuordnen. Mit dem 1986er Werk Mind: The Perpetual Intercourse wurde die Musik zunehmend komplexer und industrial-lastiger. Die Musik von Skinny Puppy fällt unter den Sammelbegriff Post-Industrial, das daraus entstandene amerikanische Subgenre Electro-Industrial wurde dabei deutlich von Skinny Puppy mitgeprägt. Dabei produzierten sie einen mehrschichtigen Sound unter Verwendung von Keyboards, Synthesizern, Samples, Drum-Computern, Tonbändern und aneinander gereihten Tapes, außerdem benutzten sie als eine der ersten MIDI, verwendeten dabei aber untypischerweise analoge und digitale Maschinen gleichzeitig. Zusätzlich kombinierten Skinny Puppy diesen Sound teilweise mit Gitarren-Elementen, so z. B. in den Liedern Dig It und Testure. Mit der Reunion entfernte sich die Band vom Post-Industrial und Electro-Industrial und näherte sich dafür einer düsteren Form der Intelligent Dance Music und Electronica.
Aufgrund ihres Interesses an dem Medium Film produzierten sie eine Reihe von Musikvideos, um das Thema des jeweiligen Songs zu veranschaulichen; diese wurden jedoch von MTV und anderen Musiksendern nicht oder nur selten ausgestrahlt; das Video zu Worlock wurde praktisch weltweit nicht gesendet und war auch nie käuflich zu erwerben, weil darin eine große Anzahl von urheberrechtlich geschütztem Material verwendet wurde. Ihre Konzerte sind legendär wegen der bizarren und blutrünstigen Performance-Kunst, mit der sie die Besucher herausfordern wollten. Skinny Puppy wurde und wird mit einigen tanzbaren Songs auch in Klubs gespielt, erreichte aber nie das kommerzielle Radio.

## Geschichte
Skinny Puppy wurde 1982 von cEvin Key (die Schreibweise „cEvin“ ist hierbei kein Druckfehler, sein bürgerlicher Name: Kevin Crompton, Instrumente) und Nivek Ogre (bürgerlicher Name: Kevin Graham Ogilvie, * 5. Dezember 1962 in Calgary, Kanada, Vocals) gegründet. Key war von seiner damaligen Band Images in Vogue frustriert und wollte mit Skinny Puppy etwas „Rohes“ und „Reales“ schaffen. Ogre verfasste kurze, philosophische Lyrik-Fragmente, die er mit einem animalischen, rauen Brummen vortrug. Mit Produzent Dave Ogilvie (nicht verwandt mit Kevin) veröffentlichten Skinny Puppy 1984 ihre ersten Aufnahmen bei Nettwerk Records und verhalfen in den kommenden Jahren dieser kleinen Plattenfirma zum Aufstieg zum wohl bekanntesten und erfolgreichsten Independent-Label in Kanada zu dieser Zeit. 1985 schloss sich der gebürtige Österreicher Bill Leeb (bürgerlicher Name: Wilhelm Anton Leeb, Keyboards und Bass) unter dem Pseudonym Wilhelm Schroeder Skinny Puppy an, stieg aber im kommenden Jahr aus Desinteresse wieder aus und gründete Front Line Assembly und Delerium. Sein Nachfolger wurde Dwayne Goettel, der eine klassische Keyboard-Ausbildung absolviert hatte und deswegen vor allem wegen seiner instrumentalen Fähigkeiten in die Band geholt wurde; er sollte jedoch noch entscheidenden Einfluss auf deren musikalische Entwicklung haben.
Mit den noch recht minimalistisch gehaltenen Veröffentlichungen Remission (1984) und Bites (1985) konnten sie erste Erfolge erzielen. Mit Mind: The Perpetual Intercourse (1986), einer LP, die zum Großteil experimentelle, geisterhafte Klänge aus analogen Tonbändern enthält, zeigten sie eine musikalische Weiterentwicklung und konnten ihre Fangemeinde weiter vergrößern. Nach dem Einstieg von Goettel produzierten sie 1987 Cleanse Fold and Manipulate, die überwiegend von Keyboards, Synthesizern und – zum ersten Mal – MIDI-Sequenzen geprägt ist.
Zu dieser Zeit begann ihr öffentliches Engagement für den Tierschutz. Auf ihrer Head Trauma-Tour (1987) und der VIVIsectVI-Tour im folgenden Jahr zeigten sie Filmaufnahmen von Tierversuchen. Der Titel der LP VIVIsectVI (1988) ist ein Wortspiel, das zusammen mit Vivisektion einen Bezug zum Satanismus herstellen soll (VI ist die römische Zahl für „6“ und ergibt im Albumtitel „666“). Auf diesem Album kritisieren sie in deutlichen Worten die Umweltverschmutzung (Hospital Waste), Chemische Waffen (VX Gas Attack), die Forderung nach sexueller Enthaltsamkeit zum Kampf gegen Aids (State Aid), Drogenmissbrauch (Harsh Stone White), die Abholzung von Wäldern für die Nutztierindustrie (Human Disease (S.K.U.M.M.)) und Vergewaltigung (Who’s Laughing Now?). Der bekannteste Song von VIVIsectVI ist Testure, in dem sie die Vivisektion als Holocaust an Tieren durch gierige Wissenschaftler darstellen. Dieser Song erreichte 1989 eine Platzierung in den Billboard Hot Dance Music/Club Play Charts.
Ende der 1980er Jahre begannen die Bandmitglieder an verschiedenen Nebenprojekten zu arbeiten, darunter Doubting Thomas, platEAU und aDuck. Am Album Rabies (1989) wirkten einige Gastmusiker mit, darunter Al Jourgensen von Ministry, der mit anderen Musikern E-Gitarre spielte. Auf diesem Album sind erstmals Heavy-Metal-Elemente zu hören, wodurch es zum bis dahin umstrittensten von Skinny Puppy wurde. Die Ansichten gingen weit auseinander, ob diese Rock-Einflüsse eine echte Bereicherung darstellten und ob sich dadurch die Musik von Skinny Puppy gefährlich dem eingängigen Mainstream annäherte. Die Anwesenheit von Jourgensen tat ihr Übriges dazu, die Mitglieder der Band auseinanderzutreiben: Es gab keine Tour, um Rabies zu promoten, stattdessen tourte Ogre mit Ministry als zusätzlicher Gitarrist. Key und Goettel gingen zunehmend auf Distanz zu Ogre, weil sie glaubten, dass er sich für alle möglichen Projekte mehr interessiere als für die Band. Hinzu kamen unterschiedliche Auffassungen im kreativen Bereich.
Das nächste Album Too Dark Park (1990) gilt jedoch wieder als Meilenstein und zwar besonders in der Entwicklung von Industrial Dance und Industrial Rock. Hier werden Industrial Elemente und funkiger Popsound der 1980er Jahre bunt gemischt. Der Nachfolger Last Rights (1992) gilt schließlich als der kompositorische und künstlerische Höhepunkt von Skinny Puppy, auch was die Produktion angeht, insbesondere Inquisition ragt dabei besonders heraus. Das Stück Left Handshake, das ursprünglich auf dem Album sein sollte, wurde vor der Veröffentlichung aus urheberrechtlichen Gründen entfernt, weil darin eine Rede von Timothy Leary verwendet wurde. Dadurch wurde das thematische Konzept des Albums geschmälert. Der Titel Last Rights erwies sich als sehr passend, nicht nur wegen der apokalyptischen Thematik, sondern weil er gewissermaßen auch den danach beginnenden Niedergang der Band vorwegnahm.
1993 entschied man sich für einen Label-Wechsel von Nettwerk zu American Recordings und begann in Malibu, Kalifornien mit der Aufnahme von The Process, ein Konzeptalbum über den Psychotherapie-Kult in den 1960er Jahren, mit Roli Mossiman als Produzent. Dessen Stil wurde aber schnell als zu wenig aktiv empfunden, so dass er durch Martin Atkins ersetzt wurde. Mit ihm wurde es aber noch schlimmer, wenn auch aus ganz anderen Gründen: Key und Goettel hatten den Eindruck, dass Atkins die Band spalten wollte, um mit Ogre eigene Projekte voranzutreiben. 1995 übernahm Mark Walk die Produktion. Die Streitigkeiten und der Drogenmissbrauch der Band verzögerten die Fertigstellung des Albums und erhöhten die Kosten, so dass American Records den Vertrag von drei auf ein Album reduzierte. Key erklärte später der Presse, dass die Plattenfirma versucht habe, den Musikstil mit Blickrichtung auf damals kommerziell erfolgreiche Bands wie Nine Inch Nails zu beeinflussen, was die Kreativität von Skinny Puppy zusätzlich belastete. 1995 verließ Ogre Skinny Puppy, um sich ausschließlich anderen Projekten zuzuwenden, was das Ende der Band bedeutete. Goettel flog mit den Tapes zurück nach Vancouver, wo er wenige Tage später nach einer Überdosis Heroin im Haus seiner Eltern tot aufgefunden wurde. Ogre und Key stellten The Process fertig und veröffentlichten es schließlich 1996 im Gedenken an ihn.
2000 spielten Ogre und Key als Skinny Puppy auf dem Doomsday Festival in Dresden und tourten 2001 zusammen als Vorgruppe für das Soloprojekt von Ogre namens OhGr. 2003 begannen sie, zusammen mit Gastmusikern wie Danny Carey von Tool, mit der Produktion eines neuen Skinny Puppy-Albums mit dem Titel The Greater Wrong of the Right, das am 25. Mai 2004 erschien. Im Sommer und Winter folgte eine ausgedehnte Tour, die sie für einen Festivalgig am 17. Juli auch nach Deutschland auf die Loreley führte.
Zwei Konzerte aus ihrem Heimatland Kanada und zwar Toronto und Montreal wurden für eine DVD-Veröffentlichung aufgezeichnet, die im September 2005 erschienen ist. Im Sommer 2005 waren sie auch erstmals seit 17 Jahren wieder für drei Clubgigs in Deutschland.
Außerdem arbeiten beide Musiker weiter an anderen Projekten, Key als Solokünstler und bei den Bands Download und Tear Garden, Ogre ist bei den bekannten Post-Industrial Acts KMFDM und Pigface involviert und bildet seit 1996 zusammen mit Mark Walk die bereits erwähnte Band ohGr.

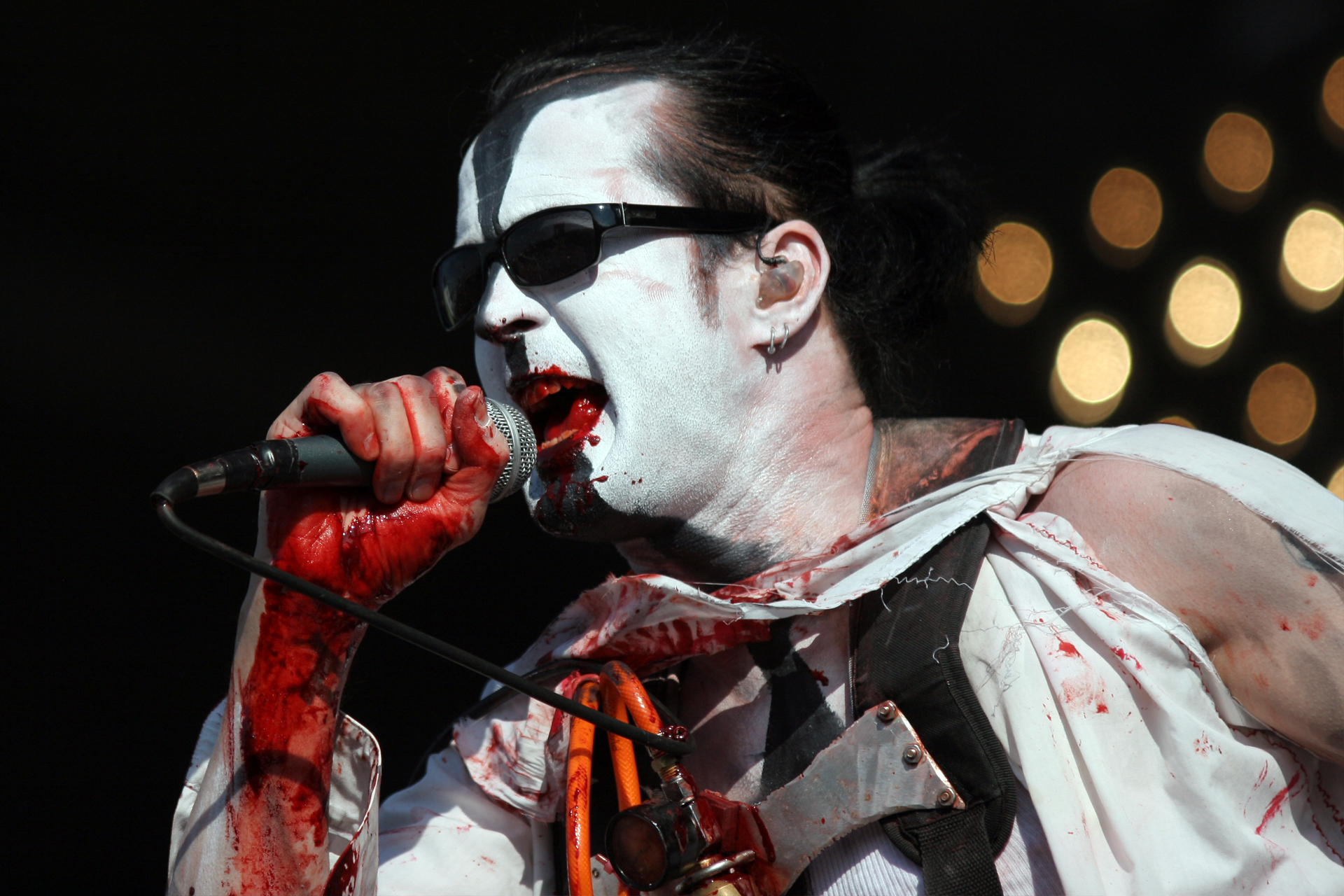
Skinny Puppy live auf dem M’era Luna Festival 2007

Das Album Mythmaker wurde 2007 unter dem Label SPV veröffentlicht.
Das Album ist im Gegenzug zum Nachfolger Handover (2011) noch wesentlich gitarrenlastiger.
2008 spielte Nivek Ogre den Pavi Largo in Repo! The Genetic Opera.
2011 erschien dann, wenn auch verspätet das Album Handover von Skinny Puppy.
Dieses Werk zeigt die aktuelle musikalische experimentelle Orientierung von Skinny Puppy und beinhaltet Glitch, IDM, Electronica und Minimal Einflüsse.
Skinny Puppys bisher letztes Album mit dem Titel Weapon erschien am 28. Mai 2013 und richtet sich stilistisch an die frühen Veröffentlichungen von Skinny Puppy. Der Gedanke war zuerst, ausschließlich analoges Equipment zu benutzen – was aber schnell wieder verworfen wurde, da der Aufwand zu groß geworden wäre; dennoch wurde Weapon ähnlich dem Frühwerk stark Synth-lastig produziert.
Im Februar 2014 forderte die Band von den USA 666.000 Dollar als Tantiemen, weil ihre Musik angeblich bei der Folter von Guantánamo-Gefangenen eingesetzt wurde. Dass mit der Musik der Band die Gefangenen von Guantánamo gefoltert werden, wird auch in dem Roman Die Zeit der Ruhelosen von Karine Tuil erwähnt.
Nach einer finalen Tour, haben sich Skinny Puppy im Dezember 2023 aufgelöst.

## Diskografie

### Studioalben
- Back and Forth (Demo-Tape, 35 Exemplare, 1983)
- Remission (1984, CA: Gold)[9]
- Bites (1985, CA: Gold)
- Mind: The Perpetual Intercourse (1986)
- Cleanse Fold and Manipulate (1987)
- VIVIsectVI (1988)
- Rabies (1989)
- Too Dark Park (1990)
- Last Rights (1992)
- The Process (1996)
- The Greater Wrong of the Right (2004)
- Mythmaker (2007)
- HanDover (2011)
- Weapon (2013)

### Livealben
- Ain’t It Dead Yet? (Live-Konzerte in der Concert Hall in Toronto, Kanada, 1987, erschienen 1989)
- Doomsday: Back and Forth Series 5: Live in Dresden (Liveauftritt auf dem Doomsday Festival 2000)

### Singles und EPs
- Dig It (1986)
- Chainsaw (1987)
- Stairs and Flowers (1987, USA)
- Addiction (1987)
- Dogshit (1988)
- Testure (1989)
- Tin Omen (1989)
- Worlock (1990)
- Tormentor (1990)
- Spasmolytic (1991)
- Inquisition (1992)
- Love in Vein (nicht erschienen, 1992)
- Candle (Promo, 1996)
- Track 10 (limitierte Auflage von 1.000, verkauft auf dem Doomsday Festival, 2000)
- Politikil (Promo, 2007)

### Kompilationen
- Bites and Remission (1987)
- Remission and Bites (1987)
- Twelve Inch Anthology (1990)
- Back and Forth Series 2 (Erweiterung von Back and Forth, 1992)
- Brap: Back and Forth Series 3 & 4 (1996)
- Remix Dys Temper (Remixe, in memoriam Goettel, 1998)
- The Singles Collect (1999)
- B-Sides Collect (1999)
- Back and Forth Series 6 (limitierte Auflage, 2003)
- Back and Forth Series 7 (limitierte Auflage, 2007)

### Soundtracks
- Underworld (Skinny Puppy – Optimissed)
- Saw II (Skinny Puppy – Rodent)
- Blair Witch Project (Skinny Puppy – Draining Faces)
- Saw V (Skinny Puppy – PolitikiL)
- An American Werewolf in Paris (Skinny Puppy - Hardset Head)

### Videoalben
- Ain’t It Dead Yet? (Live-Konzert in der Concert Hall in Toronto, 1987; VHS: 1989, DVD: 2001)
- Video Collection (1984-1992) (VHS: 1996, DVD: 2001)
- The Greater Wrong of the Right live (Live-Aufnahmen von 2004 sowie 1988, 1990 und 1992, Videoclips, Dokumentarfilm Information Warfare, Doppel-DVD: 2005)

### Film
- Repo – the genetic Opera – Ogre als Pavi Largo (2008)